# Giovanni Dandolo (doge)
Giovanni Dandolo, död 1289, var en venetiansk doge 1279–1289. Han värnade Venedigs oavhängighet mot påvestolen, och skall även ha låtit slå de första sekinerna. Giovanni Dandolo var sonson till dogen Enrico Dandolo.